# Sông Máng
Sông Máng là một sông nhân tạo tại Việt Nam. Sông được hình thành từ thời Pháp thuộc và có chiều dài 52 km. Sông Máng nối với sông Cầu tại khu vực gần thác Huống (đập Huống) tại khu vực trung tâm tỉnh Thái Nguyên và nối với sông Thương tại Bến Thôn thuộc khu vực tây bắc tỉnh Bắc Giang. Sông Máng là một hệ thống kênh dùng cho cả mục đích nông nghiệp và giao thông, phục vụ chủ yếu cho huyện Phú Bình (Thái Nguyên) và huyện Tân Yên (Bắc Giang), các kênh dẫn nhỏ của sông cũng phục vụ tưới tiêu cho nhiều khu vực khác trong tỉnh Bắc Giang. Trên sông có một hệ thống âu thuyền được xây dựng từ những năm 20 của thế kỉ 20 để đưa thuyền bè từ Bắc Giang và các tỉnh đồng bằng tới Thái Nguyên.
Dòng chính sông Máng chảy qua địa bàn thị trấn Hương Sơn và các xã Bàn Đạt, Bảo Lý, Đào Xá, Lương Phú, Tân Đức, Tân Hòa, Xuân Phương (huyện Phú Bình) và xã Đồng Liên (thành phố Thái Nguyên).